# Nancy Huston
Nancy Huston (Calgary, Alberta, Canadá, 16 de septiembre de 1953) es una escritora canadiense de lengua francesa e inglesa que vive en Francia desde los años setenta. 

## Biografía
Llegó a Francia a los 20 años y fue alumna de Roland Barthes. Por un tiempo participó en el Movimiento de Liberación de las mujeres (MLF) periodo en que escribió ensayos. Un tiempo después comenzó a escribir novelas como: Les Variations Goldberg en 1981 y con Cantique des plaines volvió por primera vez a su lengua materna y país de origen. 
Traduce sus propias novelas del francés al inglés. Nancy Huston es también música, tocando la flauta y el clavecín. La música ha sido una fuente permanente de inspiración para muchas de sus novelas. 
Nancy Huston vive en París con sus dos hijos. Es viuda de Tzvetan Todorov.

## Obra

### Publicadas en español
- 2017 - La especie fabuladora [2008].
- 2013 - Reflejos en el ojo de un hombre [2012], Galaxia Gutenberg, 2013, ISBN 978-84-15472-60-5.
- 2009 - La huella del ángel [1998].
- 2008 - Marcas de nacimiento [2006].
- 1998 - Instrumentos de las tinieblas [1996].

### Novelas
- 1981 : Les Variations Goldberg
- 1985 : Histoire d'Omaya
- 1989 : Trois fois septembre
- 1993 : Cantique des plaines
- 1994 : La Virevolte
- 1996 : Instruments des ténèbres
- 1998 : L'Empreinte de l'ange (La huella del ángel)
- 1999 : Prodige
- 2001 : Dolce agonia
- 2003 : Une adoration
- 2006 : Lignes de faille
- 2010 : Infrarouge

### Teatro
- 2002 : Angela et Marina
- 2009 : Jocaste reine
- 2011 : Klatch avant le ciel

### Ensayo
- 1979 : Jouer au papa et à l'amant
- 1980 : Dire et interdire: éléments de jurologie
- 1982 : Mosaïque de la pornographie
- 1990 : Journal de la création
- 1995 : Tombeau de Romain Gary
- 1995 : Pour un patriotisme de l'ambiguïté
- 1996 : Désirs et réalités : textes choisis (1978-1994)
- 1999 : Nord Perdu, - Douze France
- 2000 : Limbes / Limbo
- 2004 : Professeurs de désespoir
- 2004 : Âmes et corps : textes choisis (1981-2003)
- 2007 : Passions d'Annie Leclerc
- 2008 : L'Espèce fabulatrice
- 2012 : Reflets dans un œil d'homme (Reflejos en el ojo de un hombre)

### Correspondencia
- 1984 : À l'amour comme à la guerre
- 1986 : Lettres parisiennes

### Juvenil
- 1992 : Véra veut la vérité
- 1993 : Dora demande des détails
- 1998 : Les Souliers d'or
- 2011 : Ultraviolet

### Discos musicales
- 2000 : Pérégrinations Goldberg (con Freddy Eichelberger (clavecín) y Michel Godard (músico). Naïve Records.
- 2013 : Le Mâle entendu (con Jean-Philippe Viret (b), Édouard Ferlet (p), Fabrice Moreau (d)), Mélisse Productions.

### Sobre literatura
- 2009 : Tentative de Renaissance

### Colaboraciones literarias
- 1993 : Une enfance d'ailleurs
- 2000 : Préface à l'Évangile selon Saint Matthieu
- 2001 : Visages de l'aube
- 2007 : participación en la traducción de Chants de Jalousie de Göran Tunström
- 2008 : Lisières (texto), fotografías de Mahiai Mangiuela, Biro éditeur, coll. KB
- 2011 : Poser nue (texto), sanguinas de Guy Oberson, Biro&Cohen éditeurs, coll. KB

### Filmografía
Nancy Huston escribió los guiones de los films Voleur de vie (1998) y Emporte-moi (1999), película en la que interpretó el papel de la profesora. En 1995 participó en el film de Jean Chabot, Sans raison apparente.